# Автомобиль-мастерская

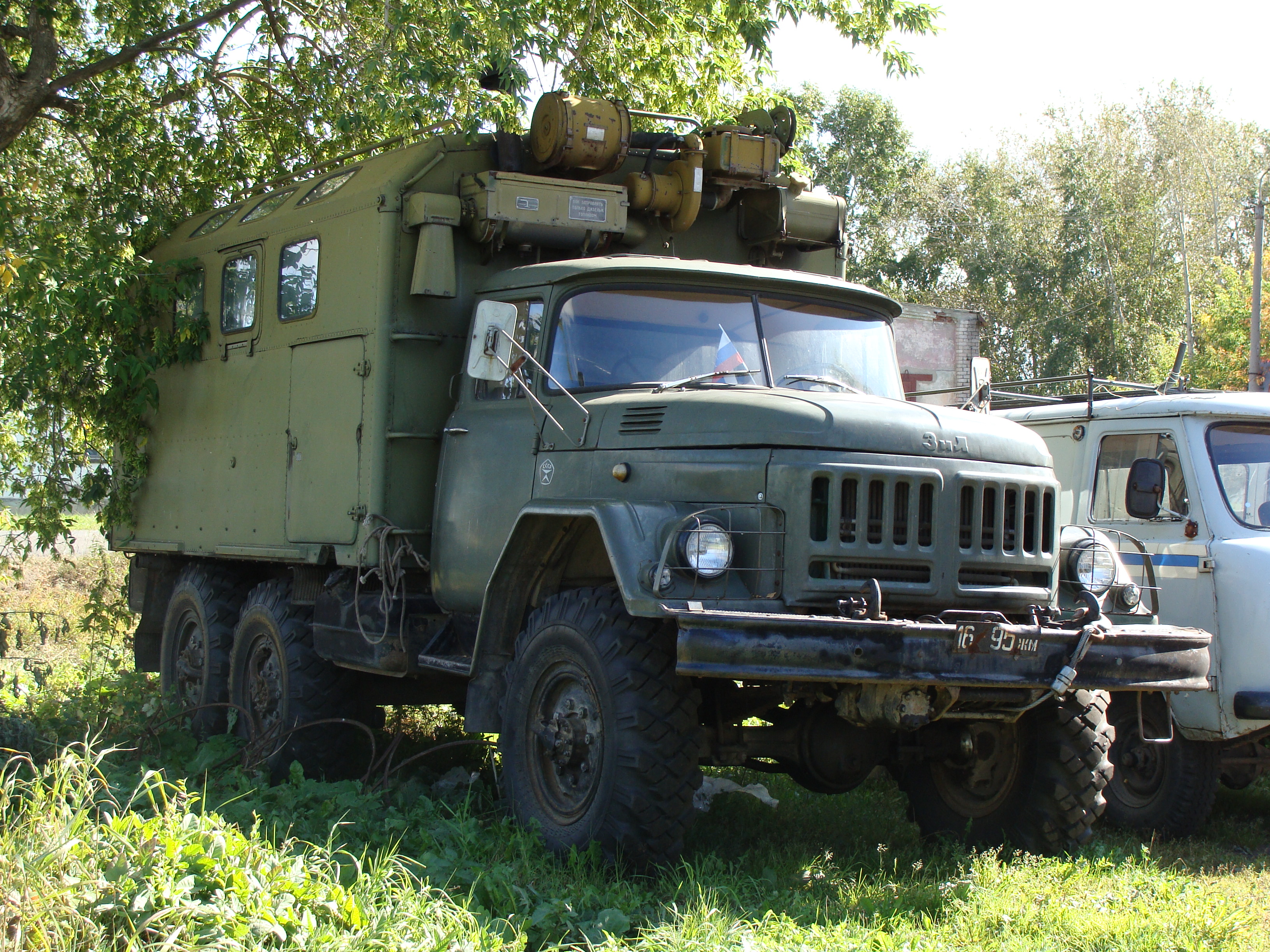
Автомобиль-мастерская МТО-АТ на шасси ЗИЛ-131

Автомобиль-мастерская — специализированный автомобиль, предназначенный для обслуживания и ремонта в полевых условиях транспортных средств, работающих в отрыве от своих баз, например на дорожном строительстве, на сельскохозяйственных работах, в военном деле и т. п.
Такие мастерские делаются на основе шасси грузовых автомобилей (преимущественно повышенной проходимости), на которые устанавливается кабина для защиты от влаги и пыли, а также необходимое оборудование — грузоподъёмные средства, передвижная электростанция и другое.